# Die Moritat von Mackie Messer
Die Moritat von Mackie Messer, spesso tradotta nell'inglese Mack the Knife (in italiano: "La ballata di Mackie Messer") è una canzone la cui musica fu composta da Kurt Weill su testo di Bertolt Brecht.
Fu scritta nel 1928, quindi fu inserita appositamente nella commedia satirica L'opera da tre soldi (Die Dreigroschenoper), che inizialmente non ne prevedeva l'inclusione, divenendo poi il pezzo-simbolo, cantata da Lotte Lenya.
Nel 1954 il brano fu tradotto in lingua inglese da Marc Blitzstein, con il titolo Mack the Knife, e portato al successo al Broadway theatre (nella versione inglese dell'Opera da tre soldi) in The Threepenny Opera dalla Lenya che vinse il Tony Award ed in disco nell'album del 1955 Lotte Lenya singt Kurt Weill e da cantanti come Louis Armstrong e Bobby Darin, il quale raggiunse la prima posizione nella Billboard Hot 100 per nove settimane e la nona posizione in Norvegia nel 1959, e vinse il Grammy Award alla registrazione dell'anno 1960, in una particolare cover in chiave swing.
Nel 1959 il brano fu interpretato da Rosemary Clooney con l'orchestra di Pérez Prado.
Nel 1960 Ella Fitzgerald, durante un concerto a Berlino, a un certo punto della canzone dimenticò le parole del testo e fu costretta a improvvisare. La performance fu giudicata talmente riuscita da far guadagnare all'artista un Grammy Award.
Il brano di Weill-Brecht è divenuto uno standard jazz/swing, fino a entrare stabilmente nel repertorio di Frank Sinatra ed essere interpretato da nomi come Milva, Mina, Domenico Modugno, Massimo Ranieri, Gigi Proietti, The Doors, Tony Bennett, Marianne Faithfull, Sting, Nick Cave, Brian Setzer, Kenny Garrett, Lisa Stansfield, Robbie Williams e Michael Bublé.
Nel 1956 il brano è stato registrato anche dal sassofonista Sonny Rollins, col titolo di Moritat, inserito nell'LP Saxophone Colossus.
Il brano ha ispirato anche il ritornello della canzone Haifisch dei Rammstein, inserita nell'album Liebe ist für alle da.
Un brano che presenta la stessa base musicale di Die Moritat von Mackie Messer, ma un testo diverso, è stato utilizzato nelle pubblicità della McDonald's in cui appare il personaggio Mac Tonight.
Il brano ha ispirato a Raimondo Vianello uno sketch trasmesso alla fine di tutte le puntate della trasmissione RAI Noi no del 1977.
Il trio comico Aldo, Giovanni e Giacomo e la cabarettista Marina Massironi hanno riproposto il brano in chiave comica nello spettacolo Tel chi el telun del 1999. A un certo punto dello spettacolo, Marina, ispirata dalla luna, decide di recitare ai tre comici due poesie musicali. Dopo aver decantato una soporifera poesia in francese (dal titolo Oui, c'est l'amour, vermount, vermount, vermount), si cimenta nel recitare la poesia tedesca Der Himmel che presenta, come base musicale, Die Moritat von Mackie Messer, facendo questa volta impazzire i tre uditori che cominciano a urlare e a colpirsi a vicenda.

## Testo
Und der Haifisch, der hat Zähne

  Und die trägt er im Gesicht

  Und Macheath, der hat ein Messer

  Doch das Messer sieht man nicht.
  E lo squalo, ha denti

  E li porta sul viso

  E Macheath, ha un coltello

  Ma il coltello non si vede.
Reso in italiano così:
Mostra i denti il pescecane /
e si vede che li ha /
Mackie Messer ha un coltello /
ma vedere non lo fa.